# Плямиста котяча акула-ящірка
Плямиста котяча акула-ящірка (Schroederichthys saurisqualus) — акула з роду Плямиста котяча акула родини Котячі акули. Інша назва «акула-ящірка».

## Опис
Загальна довжина досягає 58,2 см. Зовнішністю схожа на Schroederichthys tenuis. Голова середнього розміру, трохи сплощена зверху. Морда округла. Очі мигдалеподібної форми, з мигальною перетинкою. За очима розташовані невеличкі бризкальця. Ніздрі з носовими клапанами. Відстань між ніздрями широкий. Рот помірно широкий. Зуби дрібні, з багатьма верхівками. У неї 5 пар коротких зябрових щілин. Тулуб стрункий. Луска округлена, внаслідок цього шкіра здається м'якою на дотик. Осьовий скелет складається з 120–123 хребців. Має 2 спинних плавцях, розташовані у хвостовій частині. Відстань між черевними та анальним плавцями більше ніж у стрункої плямистої котячої акули. Хвостовий плавець довгий, гетероцеркальний.
Забарвлення світло-коричневе з численними білими та чорними плямочками.

## Спосіб життя
Тримається на глибинах від 122 до 435 м, на зовнішньому континентальному шельфі. Живиться креветками, крабами, головоногими молюсками, поліхетами, а також дрібною костистою рибою.
Статева зрілість у самиць настає при розмірі 56 см. Це яйцекладна акула. Самиця відкладає 2 яйця у вигляді капсул сірувато-оливкового кольору. Через деякий час яйця змінюють колір на коричневий. Відкладання відбувається на глибоководних ділянках коралових рифів, зокрема серед горгоній, коралів Dophelia pertusa. Яйця мають вусики, якими чіпляються за каміння або рифи.
На популяцію цієї акули негативно впливає глибоководний траловий промисел молюсків та ракоподібних.

## Розповсюдження
Мешкає біля південного узбережжя Бразилії. Протяжність ареалу 600 км.